# Discogs
Discogs（ディスコグス）とは、音楽に関するデータベースウェブサイト。2000年に開設され、アメリカ合衆国オレゴン州ポートランドにある企業Zink Media, Inc.が運営している。

## 概要
ポピュラー音楽からクラシック音楽、音楽以外の作品（オーディオブック等）まで、全てのジャンルを網羅する。
ユーザーアカウントを作成すれば誰でも編集できるウィキの要素を持ち、ミュージシャンやそのアルバム・シングルなどの作品に関するデータのほか、ジャケット写真の投稿などもできる。
掲載されるデータは、ミュージシャンとそのリリース作品のほか、レコードレーベルなどの情報も掲載され、そのレコードレーベルからリリースされた作品の一覧を見ることもできる。
リリース作品に関しては、アーティストのソロ作品・プロデュース作品・提供作品から、レコーディング参加作品・ブートレグまで網羅している。一枚のCD・レコードにつき、その作品に関わったミュージシャン・プロデューサー・スタジオ等のクレジット、再発盤・デジタルリマスタリング盤の情報まで記載されている。
リリース情報の閲覧や投稿だけでなく、ユーザーレビュー投票やコメントなどのコミュニティ機能、CD・レコード等の売買ができるマーケットプレイス機能なども統合されている。